# Clovice A. Lewis, Jr
Clovice A. Lewis, Jr., dont le nom est parfois abrégé en Clovice Lewis, est l'auteur de nombreuses compositions musicales qui vont des musiques électroniques, à la musique de chambre et aux œuvres pour orchestre symphonique. Diplômé du College of Creative Studies de l'Université de Californie à Santa Barbara, il commença à y enseigner dès sa première année d'étude et y accepta, à la fin de ses études, un poste de professeur associé de 1978 à 1985. Il fut ainsi, à l'âge de 21 ans, le plus jeune professeur de UCSB, et le seul afro-américain à occuper un tel poste en ce temps.

## Biographie

### Un compositeur précoce
Clovice A. Lewis, Jr. participe au groupe de musique acoustique Blue Collard Band dont les musiciens sont : Bill Bordiso (chœurs, accordéon, banjo, Percussion), Sue Condit (chœurs, violon, mandoline), Joe Geare (contrebasse)), Clovice A. Lewis, Jr. (violoncelle), Carl Stewart (chant, guitare, harmonica)). Le groupe a pour objectif de faire danser les gens, sur des compositions de Carl Stewart, et joue un mélange de bluegrass, de country, de rock, et d'un peu de zydeco.

### Un entrepreneur "en série"
En 1984, il créa Technology Media Enterprises (TME), une entreprise spécialisée dans le conseil et les applications multimédia auprès des entreprises de la Silicon Valley. Il développa notamment à TME, le premier programme d'enseignement assisté par ordinateur, nommé "Wilbur's Flight School", destiné à la formation des pilotes de l'aviation privée.

### Vie familiale et privée
Clovice A. Lewis, Jr et Carol Cole-Lewis, son épouse, sont membres de l'Association universaliste unitarienne qui lui reconnait le rôle de théologien et de dirigeant laïc de la congrégation universaliste unitarienne du comté de Lake.
Clovice A. Lewis est le neveu du saxophoniste de jazz Joe Lewis, qui vit à Mobile, en Alabama, et qui est renommé pour avoir participé aux tournées de l'orchestre de l'U.S. Air Force, et joué du jazz, sur scène, avec Ray Charles et Ramsey Lewis.
Carol Cole-Lewis est pianiste, et dirige CEO Chef, une société spécialisée dans la motivation du personnel autour d'évènements culinaires pour des sociétés et pour l'industrie hôtelière.

## Compositions

### Domaines classique

#### Musique orchestrale
- Portraits of the Gulfcoast, pour orchestre symphonique
- Dhyan, pour orchestre symphonique
- Case Study, pour soprano, orchestre de chambre, ensemble de percussions et instruments électroniques
- Concerto for Two Trumpets, pour orchestre symphonique et deux trompettes
- Poem for Tenor Saxophone, pour orchestre symphonique et saxophone ténor
- Concerto for Bassoon and Orchestra, pour orchestre symphonique et basson
- Journey to India, pour orchestre symphonique
- Jazz Sketches for Orchestra, pour orchestre symphonique
- Cello Concerto #1, pour orchestre symphonique et violoncelle
- Julie's Theme, pour orchestre symphonique
- Centennial Fanfare, pour orchestre d'harmonie
- Ohlone Fanfare, pour orchestre d'harmonie

#### Musique de chambre
Solos
- Reflections, pour violoncelle
- Gwynn Kelson, pour flûte
- Meditations, pour flûte
- Piano Sonata, pour piano
- Cello Sonata, pour violoncelle
- Jolie's Themes, pour piano
- Angore, pour violon
- Dockweiler B., pour violon
- For Elaine, pour piano

Duos
- After The Rain, pour flûte et violoncelle
- Cello Duo, pour deux violoncelles
- Chimera, pour violoncelle et piano
- A Little Sadness, A Little Bitterness... Resolved, pour violoncelle et synthétiseur

Trios
- Alhambra, pour violoncelle et deux flûtes
- Pascha, pour violoncelle et deux flûtes
- Wind Trio, pour flute, basson et hautbois
- Birthday Fugue, pour flûte, basson et hautbois
- Thursday in San Francisco, pour flûte, clarinette soprano et violoncelle ou basson

Quatuors et au-delà
- Quintet 1975, pour flûte, violon, alto et harpe
- Pervigilium de Strepito et Tumulto, pour flûte, violon, alto, violoncelle, piano et clavecin
- Quartet 1981, pour quatuor à cordes
- Quartet 1976, pour quatuor à cordes
- Cello Quartet, pour quatre violoncelles

#### Musique vocale
- Cycles, pour soprano et piano
- Evening Of Life, pour soprano et piano
- Dhylan Thomas Trilogy, pour soprano, flûte et piano
- Nocturne 1, pour chœur de femmes et orchestre de chambre
- Can You Touch the Sky, pour chœur
- Before You Sleep, pour voix et orchestre de chambre
- Hold It As You Would The Sand, pour voix et orchestre de chambre
- Wedding Offertory, pour voix et orchestre de chambre
- Someday, pour soprano et piano
- Simplicity Calls, pour soprano et violoncelle
- Diane (Beauty's Name), pour voix et piano
- Music for Cassie, pour mezzo-soprano, flûte, violon, alto et piano

### Domaine jazz
- Thelonious, pour piano
- The Process, pour groupe de jazz
- Tenagne, pour orchestre de jazz
- You Strike A Chord, pour orchestre de jazz
- Back Again, pour groupe de jazz
- Saturday Is Here, pour orchestre de jazz
- Thursday In San Francisco, pour groupe de jazz
- The Best Friend of My Best Friend, pour synthétiseur
- Blues For Lynn, pour piano et violoncelle
- Saying Goodbye, pour piano et violoncelle
- My Baby's Favorite, pour groupe de jazz
- Happy, pour groupe de jazz
- You Have A Right, pour groupe de jazz
- Movin' On, pour groupe de jazz
- 50 Years, pour violoncelle, piano et saxophone ténor

#### Pièces et improvisations pour violoncelle
- How I Feel, pour violoncelle
- I Wish, pour violoncelle
- Touching A Pasacaglia, pour violoncelle et synthétiseur
- Life Cycles, pour violoncelle et synthétiseur
- Chartres, pour ensemble de violoncelles
- Lakeport Friday, pour violoncelle
- Preludium & Sarabande, pour ensemble de violoncelles et Psaltérion à archet
- Sarabande, pour ensemble de violoncelles
- Midnight Dance for Two, pour violoncelle et piano

#### La collection de Frankfurt
- Friday Jam, pour guitare, violoncelle, claviers et synthétiseurs
- Persian Dance, pour violoncelle et synthétiseur
- The City (Frankfurt), pour guitare, violoncelle, claviers et synthétiseurs
- On My Way, pour synthétiseurs et claviers
- On The Last Day, pour synthétiseurs, claviers, violoncelle et voix
- Won't You Come Back?, pour synthétiseurs, claviers, violoncelle et voix
- Diane (Keeper of Songs), pour synthétiseurs, claviers, violoncelle et voix
- Santa Barbara, pour guitare, violoncelle, claviers et synthétiseurs
- Oh Yeah!, pour groupe de jazz